# Johannes von Ragusa
Johannes von Ragusa OP (kroatisch Ivan Stojković; * 1395/96 in der Republik Ragusa; † 28. August 1443 in Lausanne) war ein kroatischer Dominikaner, Vertreter der Pariser Universität auf dem Konzil von Pavia-Siena, Teilnehmer und Generalsekretär des Konzils von Basel, bevollmächtigter Legat des Konzils von Basel in Konstantinopel und Kardinal Tituli S. Sixti.

## Leben
Johannes von Ragusa (Stojković) wurde 1395/96 in eine bürgerliche Familie in der Republik Ragusa geboren. Er trat in den Dominikanerorden ein und studierte Theologie im Dominikanerkloster von Zadar, in Padua und in Paris. In Padua beendete er sein Studium mit dem Bakkalaureat. Bevor er 1417 sein Studium in Paris fortsetzte, nahm er einige Zeit am Konzil von Konstanz teil. Dort wurde er von König Sigismund zum königlichen Kaplan ernannt und machte Bekanntschaft mit Johannes Gerson. 1422 in Paris angekommen, sandte ihn die Pariser Universität zu Papst Martin V., um das Frequens für das Konzil in Konstanz zu befürworten. Papst Martin V. beauftragte Johannes von Ragusa am 23. April 1423 die Eröffnungspredigt auf dem Konzil von Pavia zu halten.
Auf dem Konzil von Siena hielt er im Oktober 1423 eine ausführliche Predigt, in der die Kirchenreform und die Lösung der Hussitenfrage gefordert wurde. Am 7. März 1424 besuchte er kurzfristig die Republik Dubrovnik und war danach als Dozent im Fach Theologie an der Universität von Bologna tätig. Als Prokurator im Dominikanerorden (1429–1431) und Mitarbeiter in der Römischen Kurie setzte sich Johannes von Ragusa für die Einberufung des Konzils nach Basel ein. Er wurde Begleiter des päpstlichen Legaten und Kardinals Julian Cesarini bei der Eröffnung des Konzils in Basel. Johannes von Ragusa nahm 1431 an den Friedensverhandlungen mit Böhmen in Eger teil. Am 23. Juli 1431 eröffnete Johannes von Ragusa das Konzil von Basel. Nach der Niederlage der katholischen Kirche gegen die Utraquisten setzte sich Ragusa für eine friedliche Lösung ein. Ragusa vertrat die Meinung, der Papst sei dem Konzil in allem untergeordnet, diese Meinung vertrat er 1434 auf dem Reichstag in Frankfurt am Main.
Bei den Verhandlungen des Konzils von Basel über die Union mit den Ostkirchen vertrat Ragusa die Meinung, dass diese ausschließlich mit dem Konzil die Union eingehen sollten und nicht mit dem Bischof von Rom. Als Legat des Basler Konzils wurde er am 14. Mai 1435 nach Konstantinopel gesandt, um die Vertreter der Ostkirchen zur Einheit zu bewegen. Bei den Verhandlungen entschlossen sich die Vertreter der Griechisch-Orthodoxen Kirche 1437, zum aus Basel nach Ferrara verlegten Konzil zu reisen, um sich dort mit dem Papst zu treffen. Am 19. Januar 1438 kehrte Johannes von Ragusa aus Konstantinopel nach Basel zum Konzil zurück. Wiederum verteidigte er die Eigenständigkeit und Legitimität des Konzils gegen den Papst, diesmal vor König Albrecht II. in Wien. Dieses setzte er am Reichstag von Nürnberg im Oktober 1438 und in Mainz im April 1439 fort. Für Ragusa stand die Superiorität des Konzils über dem Papst unumstößlich fest.
Aufgrund seines Dienstes für das Konzil von Basel wurde Ragusa vom Konzil am 10. Oktober 1438 zum Titularbischof von Argos ernannt, die Bischofsweihe erfolgte am 8. Februar 1439. Nach seinem Titularbistum wird er in Geschichtsquellen auch unter dem Namen „Argensis“ genannt. Am 25. Juni 1439 fungierte Ragusa bei der Verlesung der Absetzungsbulle gegenüber Papst Eugen IV. im Basler Konzil. Er bevorzugte Amadeus von Savoyen, der am 5. November 1439 zum letzten Gegenpapst Felix V. gewählt wurde. Ragusa wurde sein Berater und wurde von Felix V. zum Kardinal Tituli S. Sixti ernannt. Wiederum rechtfertigte Ragusa 1440 beim Reichstag in Frankfurt am Main die Absetzung von Papst Eugen IV.
Am 28. August 1443 starb Johannes von Ragusa in Lausanne. Er galt als guter Redner und Eiferer für eine Reform in der katholischen Kirche. Er gilt als der bedeutendste Theologe des Konzils zu Basel. Er war ein großer Kenner der patristischen und mittelalterlichen Literatur. Als Humanist besaß Johannes von Ragusa eine große Bibliothek, außerdem aus seiner Zeit in Konstantinopel viele wertvolle griechische Handschriften. Seiner Handschriften bedienten sich Johannes Reuchlin und Erasmus von Rotterdam.